# Aeroporto di Arecibo
L'aeroporto di Arecibo, noto anche come aeroporto Antonio "Nery" Juarbe Pol, è un aeroporto civile situato a 7 km da Arecibo, in Porto Rico, gestita dalla Puerto Rico Ports Authority (PRPA).
L'aeroporto è attualmente usato principalmente per il paracadutismo e attività commerciali.

## Storia

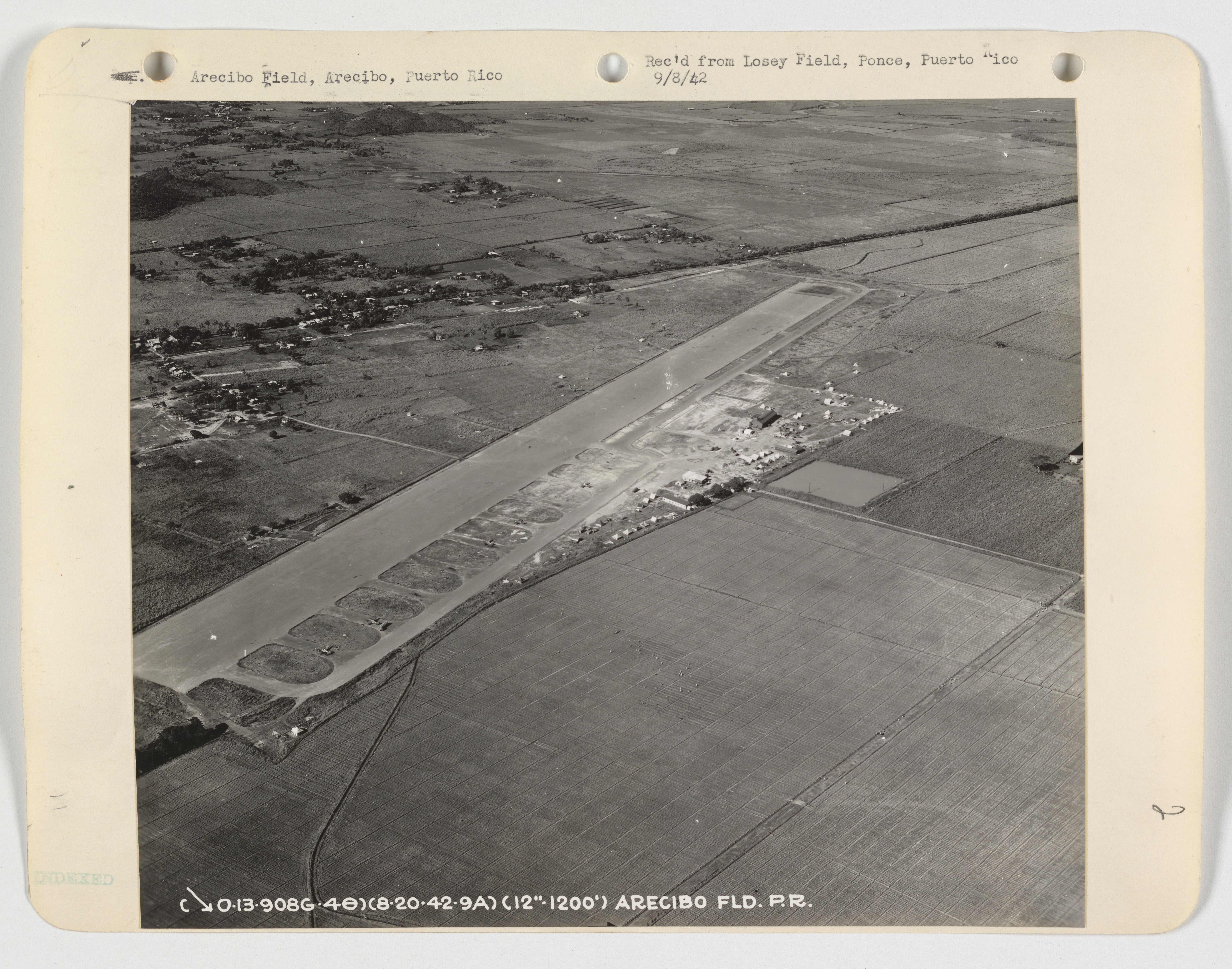
Pista di atterraggio ad Arecibo, foto dell'8 settembre 1942

Durante la seconda guerra mondiale l'aeroporto, conosciuto allora come Arecibo Field, venne usato dall'aeronautica militare statunitense come base per l'intercettazione di sottomarini.